# Still Within the Sound of My Voice
| Críticas profissionais | Críticas profissionais |
| Avaliações da crítica  | Avaliações da crítica  |
| Fonte                  | Avaliação              |
| ---------------------- | ---------------------- |
| Rolling Stone          | [ 1 ]                  |
| PopMatters             | [ 2 ]                  |

 Still Within the Sound of My Voice é o décimo quarto álbum do cantor e compositor norte-americano Jimmy Webb, lançado em 10 de setembro de 2013. O álbum traz quatorze canções clássicas de Webb e contou com participações especiais de amigos, admiradores e artistas companheiros como, Lyle Lovett, Carly Simon, The Jordanaires, Keith Urban, Rumer, David Crosby, Graham Nash, Joe Cocker, Marc Cohn, Justin Currie, America, Kris Kristofferson, Amy Grant, Brian Wilson e Art Garfunkel.

## Faixas
| N.º            | Título                                                        | Compositor(es) | Duração |  |
| 1.             | "Sleepin' in the Daytime" (com Lyle Lovett)                   | Jimmy Webb     | 4:10    |  |
| 2.             | "Easy for You to Say" (com Carly Simon)                       | Jimmy Webb     | 4:49    |  |
| 3.             | "Elvis and Me" (com The Jordanaires)                          | Jimmy Webb     | 5:59    |  |
| 4.             | "Where's the Playground, Susie?" (com Keith Urban)            | Jimmy Webb     | 3:17    |  |
| 5.             | "Still Within the Sound of My Voice" (com Rumer)              | Jimmy Webb     | 4:30    |  |
| 6.             | "If These Walls Could Speak" (com David Crosby & Graham Nash) | Jimmy Webb     | 3:38    |  |
| 7.             | "The Moon Is a Harsh Mistress" (com Joe Cocker)               | Jimmy Webb     | 3:38    |  |
| 8.             | "Another Lullaby" (com Marc Cohn)                             | Jimmy Webb     | 3:31    |  |
| 9.             | "You Can't Treat the Wrong Man Right" (com Justin Currie)     | Jimmy Webb     | 3:48    |  |
| 10.            | "Rider from Nowhere" (com America)                            | Jimmy Webb     | 4:20    |  |
| 11.            | "Honey Come Back" (com Kris Kristofferson)                    | Jimmy Webb     | 4:11    |  |
| 12.            | "Adios" (com Amy Grant)                                       | Jimmy Webb     | 3:24    |  |
| 13.            | "MacArthur Park" (com Brian Wilson)                           | Jimmy Webb     | 7:18    |  |
| 14.            | "Shattered" (com Art Garfunkel)                               | Jimmy Webb     | 4:39    |  |
| Duração total: | Duração total:                                                | Duração total: | 60:52   |  |